# Liste der Stolpersteine in Lübbenau/Spreewald

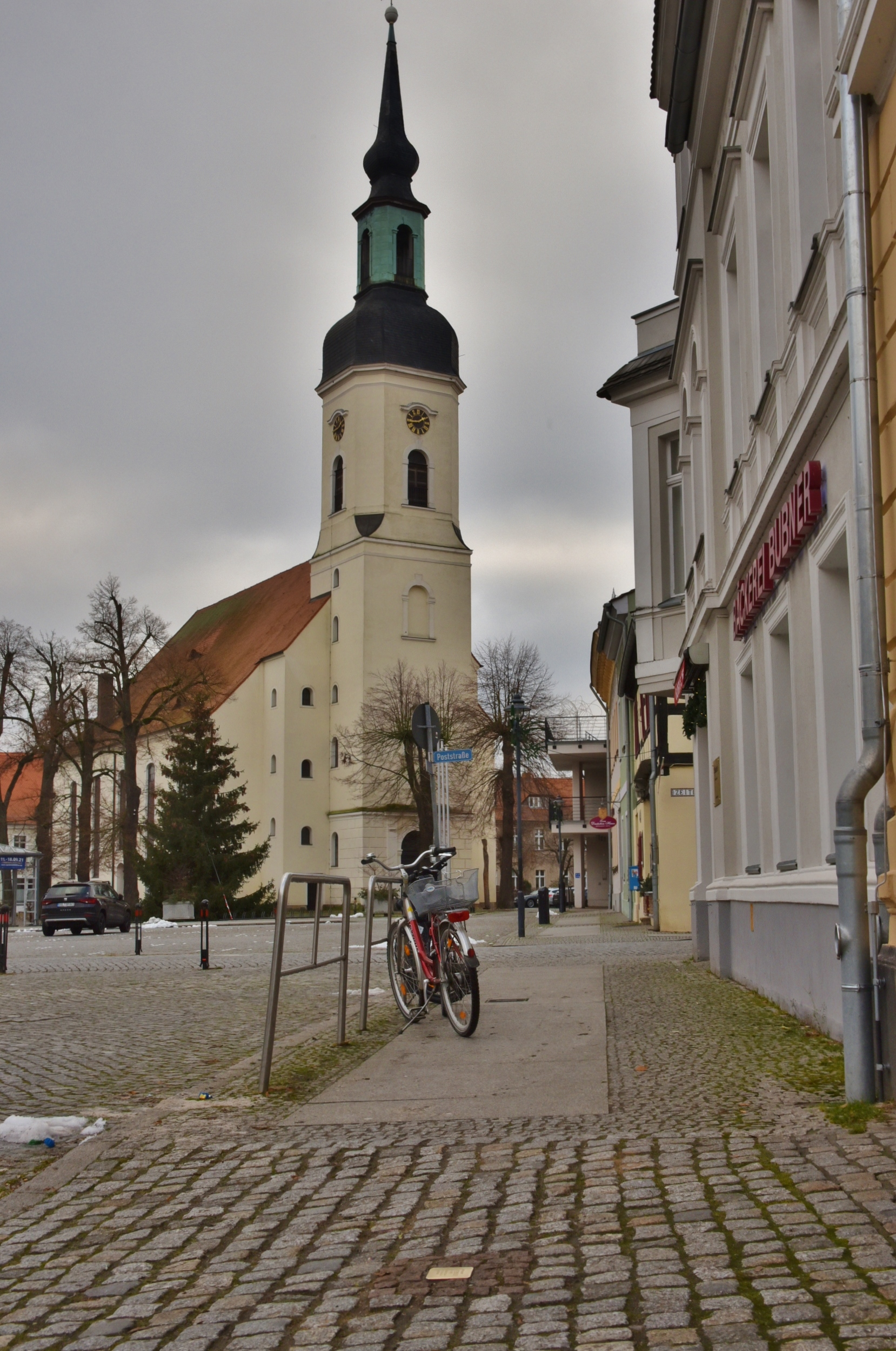
Stolperstein in Lübbenau/Spreewald

In der Liste der Stolpersteine in Lübbenau werden die vorhandenen Gedenksteine aufgeführt, die im Rahmen des Projektes Stolpersteine des Künstlers Gunter Demnig bisher in Lübbenau/Spreewald verlegt worden sind. Stolpersteine werden in weiten Teilen Europas verlegt. Sie erinnern an das Schicksal der Menschen, die von den Nationalsozialisten ermordet, deportiert, vertrieben oder in den Suizid getrieben wurden. Sie liegen im Regelfall vor dem letzten selbstgewählten Wohnsitz des Opfers.
Der erste Stolperstein von Lübbenau/Spreewald wurde am 20. März 2014 vom Künstler persönlich verlegt.

## Stolpersteine
In Lübbenau/Spreewald wurden zwei Stolpersteine an zwei Anschriften verlegt.
| Stolperstein | Inschrift                                                                            | Standort           | Name, Leben |
| ------------ | ------------------------------------------------------------------------------------ | ------------------ | --- |
|              | HIER WOHNTE BEATRICE LEDERMANN JG. 1866 VOR DEPORTATION FLUCHT IN DEN TOD 27.11.1942 | Ehm-Welk-Straße 33 | Beatrice Ledermann wurde am 21. August 1866 in der niederschlesischen Stadt Groß-Wartenberg geboren. Ihre Eltern waren der Kaufmann Siegfried Ledermann und dessen Frau Emilie. Sie war eine von vier Schwestern. Sie blieb unverheiratet, hatte keine Kinder und lebte mit ihrer Schwester, Anna Ledermann, in einem gemeinsamen Haushalt. 1921 kaufte sie das Haus Hauptstraße 33, heute Ehm-Welk-Straße. In den 1920er-Jahren führte sie das Konfektionsgeschäft „Geschwister Friedensohn“ in der Hauptstraße 10 und wurde schließlich dessen Inhaberin. Das Geschäft übersiedelte spätestens 1924 in ihr eigenes Haus auf Hausnummer 33. Neben Stoffen verkaufte sie auch Blusen, Kostüme, Röcke und Gürtel, fallweise auch Waren aus Betriebsauflösungen. Wann sie ihr Geschäft zusperrte, ob vor oder nach der Machtergreifung Hitlers, ist nicht bekannt. In der Folge verpachtete sie kleine Parzellen ihres Grundstückes als Gartenland. 1937 starb ihre Schwester Anna. Ab 1939 musste sie in der Öffentlichkeit den Judenstern tragen, verdeckte ihn jedoch zumeist aus Scham. Im November 1942 bekam sie, nunmehr 72 Jahre alt, die Aufforderung „sich für einen Transport bereit zu halten“. Am 27. November 1942 flüchtete sie vor der Deportation in den Tod. Beatrice Ledermann beging mithilfe einer Giftspritze, die sie vom inzwischen bereits verstorbenen Tierarzt Max Plessner erhalten hatte, Suizid. |
|              | HIER WOHNTE MAX PLESSNER JG. 1875 VOR DEPORTATION FLUCHT IN DEN TOD 22.8.1942        | Ehm-Welk-Straße 34 | Max Plessner wurde am 29. April 1875 in Berlin geboren. Ab 1899 arbeitete er als staatlich zugelassener Tierarzt. Aus Berlin kannte er den in Lübbenau ansässigen Paul Claudius, der ihn nach Lübbenau holte. Er bezog Quartier im ersten Obergeschoss des Hauses Hauptstraße 34, der heutigen Ehm-Welk-Straße. Das Haus gehörte der Fleischerfamilie Claudius und er sollte vierzig Jahre dort wohnen bleiben. Max Plessner konnte sich rasch in Lübbenau etablieren und wurde in der Retrospektive als „äußerst beliebt“ beschrieben. Er fuhr häufig aufs Land und hielt dort Sprechstunden. Er übernahm Routineuntersuchungen bei den Bauern, auch Notfälle und die Fleischbeschau für die Fleischerei Claudius. Zu Beginn des Ersten Weltkrieges behandelte er die Pferde des berittenen Regimes in der Lübbenauer Kaserne. Ab Februar 1915 leistete er den Wehrdienst ab, als Oberveterinär im Ersatz-Feldartillerie-Regiment, stationiert in Zossen. Anschließend kehrte er nach Lübbenau zurück. Die Machtergreifung Hitlers und der NSDAP stellte eine Zäsur dar, aber es vergingen noch sechs Jahre bis ihm 1939 aufgrund seiner jüdischen Herkunft die Approbation entzogen wurde. Trotzdem unterstützte er weiterhin Bauern, die ihn zu Rate zogen. Doch dann stand ihm die Deportation bevor. Am 22. August 1942 um 17 Uhr wurde er tot in seinem Badezimmer aufgefunden. Max Plessner hatte mittels Morphium-Spritze Suizid begangen, als die zu seiner Abholung beauftragten Polizisten bereits vor der Haustür standen. Beigesetzt wurde er auf dem Alten Friedhof von Lübbenau. Eine Straße in Lübbenau trägt seinen Namen. |

## Verlegungen
- 20. März 2014: Ehm-Welk-Straße 34
- 23. März 2015: Ehm-Welk-Straße 33